# Copa Europa de Fútbol de ConIFA 2019
La Sportsbet.io Copa Europa de Fútbol de ConIFA de 2019 fue la tercera edición de la Copa Europa de Fútbol de ConIFA. El campeonato se desarrolló en Artsaj del 1 al 9 de junio de 2019. Osetia del Sur se consagró campeón del torneo tras vencer 1 a 0 a Armenia Occidental.

## Sede
El 19 de agosto de 2018, ConIFA anunció que Artsaj sería la sede de la edición de 2019.
El torneo está programado para celebrarse en 4 ciudades: Stepanakert (la capital),  Xocavənd, Askeran y Martakert.
| Ciudad      | Estadio                 | Capacidad |
| ----------- | ----------------------- | --------- |
| Stepanakert | Estadio Stepanakert     | 12.000    |
| Martakert   | Vigen Shirinyan Stadium | 2.300     |
| Xocavənd    | Martuni City Stadium    | 1.080     |
| Askeran     | Askeran City Stadium    | 500       |

## Participantes
En cursiva los equipos debutantes. 
En mayo de 2019 Cerdeña anunció su retiro de la competición. El cupo sería otorgado a Cornualles, pero luego de que Niza, Donetsk y Lugansk se retiraron, ConIFA optó por proceder con solo 8 equipos divididos en 2 grupos.
| Equipos participantes | Equipos participantes | Equipos participantes | Equipos participantes |
| --------------------- | --------------------- | --------------------- | --------------------- |
| Artsaj                | Laponia               | Abjasia               | Cameria               |
| Padania               | País Sículo           | Armenia Occidental    | Osetia del Sur        |

## Fase de grupos

### Grupo A
| Selección | PJ | PG | PE | PP | GF | GC | Dif. | Pts |
| --------- | -- | -- | -- | -- | -- | -- | ---- | --- |
| Abjasia   | 3  | 2  | 1  | 0  | 5  | 2  | +3   | 7   |
| Cameria   | 3  | 2  | 0  | 1  | 9  | 4  | +5   | 6   |
| Artsaj    | 3  | 1  | 1  | 1  | 5  | 7  | −2   | 4   |
| Laponia   | 3  | 0  | 0  | 3  | 2  | 8  | −6   | 0   |

| 2 de junio de 2019 | Abjasia                                    | 3-1     | Cameria           | Askeran City Stadium, Askeran                                    |                                                                  |
| 16:00              | Dmitry Maskaev 48' · Shabat Logua 49', 74' | Reporte | 30' Fravjo Prendi | Asistencia: 500 espectadores Árbitro(s): Ahmed Sabah Radha Ahmed | Asistencia: 500 espectadores Árbitro(s): Ahmed Sabah Radha Ahmed |

| 2 de junio de 2019 | Artsaj                                    | 3-2     | Laponia                       | Estadio Stepanakert, Stepanakert                           |                                                            |
| 20:00              | Mkrtchyan 3' · Sargsyan 43' · Malyaka 82' | Reporte | Zakrisson 24' · Edvardsen 83' | Asistencia: 12.000 espectadores Árbitro(s): Dmitrii Zhukov | Asistencia: 12.000 espectadores Árbitro(s): Dmitrii Zhukov |

| 3 de junio de 2019 | Cameria                             | 4-1     | Artsaj       | Avakyan Arena, Xocavənd                                |                                                        |
| 18:00              | Çema 58' · Mziu 86' · Gjeçi 90+2' · | Reporte | Sargsyan 83' | Asistencia: 1.080 espectadores Árbitro(s): Ivan Mrkalj | Asistencia: 1.080 espectadores Árbitro(s): Ivan Mrkalj |

| 3 de junio de 2019 | Laponia | 0-1     | Abjasia         | Vigen Shirinyan Stadium, Martakert                                 |                                                                    |
| 18:00              |         | Reporte | Dgebuadze 45+2' | Asistencia: 2.300 espectadores Árbitro(s): Ahmed Sabah Radha Ahmed | Asistencia: 2.300 espectadores Árbitro(s): Ahmed Sabah Radha Ahmed |

| 4 de junio de 2019 | Artsaj        | 1-1     | Abjasia  | Avakyan Arena, Xocavənd                                   |                                                           |
| 18:00              | Mkrtchyan 33' | Reporte | Logua 8' | Asistencia: 1.080 espectadores Árbitro(s): Dmitrii Zhukov | Asistencia: 1.080 espectadores Árbitro(s): Dmitrii Zhukov |

| 4 de junio de 2019 | Cameria                              | 4-0     | Laponia | Vigen Shirinyan Stadium, Martakert                     |                                                        |
| 18:00              | Gjeçi 5' · Hoxha 22', 45' · Çema 78' | Reporte |         | Asistencia: 2.300 espectadores Árbitro(s): Ivan Mrkalj | Asistencia: 2.300 espectadores Árbitro(s): Ivan Mrkalj |

### Grupo B
| Selección          | PJ | PG | PE | PP | GF | GC | Dif. | Pts |
| ------------------ | -- | -- | -- | -- | -- | -- | ---- | --- |
| Osetia del Sur     | 3  | 2  | 1  | 0  | 6  | 4  | +2   | 7   |
| Armenia Occidental | 3  | 1  | 1  | 1  | 7  | 3  | +4   | 4   |
| Padania            | 3  | 1  | 1  | 1  | 6  | 3  | +3   | 4   |
| País Sículo        | 3  | 0  | 1  | 2  | 2  | 11 | −9   | 1   |

| 2 de junio de 2019 | Padania                                   | 4-0     | País Sículo | Vigen Shirinyan Stadium, Martakert                     |                                                        |
|                    | Tignonsini 7' · Corno 53', 78' · Rota 61' | Reporte |             | Asistencia: 2.200 espectadores Árbitro(s): Ivan Mrkalj | Asistencia: 2.200 espectadores Árbitro(s): Ivan Mrkalj |

| 2 de junio de 2019 | Armenia Occidental | 1-2     | Osetia del Sur    | Avakyan Arena, Xocavənd                                            |                                                                    |
| 18:00              | Aslanyan 79'       | Reporte | Gurtsiev 29', 56' | Asistencia: 1.080 espectadores Árbitro(s): Ahmed Sabah Radha Ahmed | Asistencia: 1.080 espectadores Árbitro(s): Ahmed Sabah Radha Ahmed |

| 3 de junio de 2019 | País Sículo | 0-5     | Armenia Occidental                                                                                         | Askeran City Stadium, Askeran                           |                                                         |
| 16:00              |             | Reporte | 8' Zaven Badoyan · 52' Davit Hovsepyan · 73' Rafael Safaryan · 81' Artyom Mikaelyan · 90+1' Davit Minasyan | Asistencia: 500 espectadores Árbitro(s): Arkadi Akobyan | Asistencia: 500 espectadores Árbitro(s): Arkadi Akobyan |

| 3 de junio de 2019 | Osetia del Sur             | 2-1     | Padania           | Estadio Stepanakert, Stepanakert                          |                                                           |
| 20:00              | Gurtsiev 55' · Bazayev 80' | Reporte | Ravasi 89' (pen.) | Asistencia: 4.600 espectadores Árbitro(s): Dmitrii Zhukov | Asistencia: 4.600 espectadores Árbitro(s): Dmitrii Zhukov |

| 4 de junio de 2019 | Osetia del Sur    | 2-2     | País Sículo               | Askeran City Stadium, Askeran                           |                                                         |
| 16:00              | Gurtsiev 72', 84' | Reporte | Vékás 54' · B. Kovács 82' | Asistencia: 500 espectadores Árbitro(s): Arkadi Akobyan | Asistencia: 500 espectadores Árbitro(s): Arkadi Akobyan |

| 4 de junio de 2019 | Padania     | 1-1     | Armenia Occidental | Estadio Stepanakert, Stepanakert                                   |                                                                    |
| 20:00              | Colombo 69' | Reporte | Yedigaryan 67'     | Asistencia: 6.000 espectadores Árbitro(s): Ahmed Sabah Radha Ahmed | Asistencia: 6.000 espectadores Árbitro(s): Ahmed Sabah Radha Ahmed |

## Fase final

### Semifinales
| 6 de junio de 2019 | Abjasia           | 1-1 (0-3 p.) | Armenia Occidental      | Estadio Stepanakert, Stepanakert                       |                                                        |
| 18:30              | Alan Khugayev 10' | Reporte      | Davit Manoyan 32' (pen) | Asistencia: 7.000 espectadores Árbitro(s): Ivan Mrkalj | Asistencia: 7.000 espectadores Árbitro(s): Ivan Mrkalj |

| 6 de junio de 2019 | Osetia del Sur | 0-0 (6-5 p.) | Cameria | Askeran City Stadium, Askeran                                    |                                                                  |
| 16:00              |                | Reporte      |         | Asistencia: 500 espectadores Árbitro(s): Ahmed Sabah Radha Ahmed | Asistencia: 500 espectadores Árbitro(s): Ahmed Sabah Radha Ahmed |

### Disputa del tercer lugar
| 8 de junio de 2019 | Abjasia | 0-0 (5-4 p.) | Cameria | Estadio Stepanakert, Stepanakert                          |                                                           |
| 18:30              |         |              |         | Asistencia: 6.200 espectadores Árbitro(s): Dmitrii Zhukov | Asistencia: 6.200 espectadores Árbitro(s): Dmitrii Zhukov |

### Final
| 9 de junio de 2019 | Armenia Occidental | 0-1 | Osetia del Sur     | Estadio Stepanakert, Stepanakert |                                 |
| 18:00              |                    |     | Ibragim Bazaev 65' | Asistencia: 12.000 espectadores  | Asistencia: 12.000 espectadores |

| Bandera de Osetia del Sur |
| Campeón Osetia del Sur    |
| primer título             |

## Rondas de consolación

### Primera ronda
| 6 de junio de 2019 | Padania                                                                  | 4-0     | Laponia | Vigen Shirinyan Stadium, Martakert                     |                                                        |
| 17:00              | Niccolò Colombo 4' · Federico Corno 45', 73' · Riccardo Ravasi 46' (pen) | Reporte |         | Asistencia: 2.300 espectadores Árbitro(s): René Jacobi | Asistencia: 2.300 espectadores Árbitro(s): René Jacobi |

| 6 de junio de 2019 | Artsaj                                           | 2-1     | País Sículo     | Avakyan Arena, Xocavənd                                  |                                                          |
| 17:00              | Arsen Sargsyan 76' (pen) · Narek Danielyan 90+4' | Reporte | Barna Vékás 62' | Asistencia: 1080 espectadores Árbitro(s): Dmitrii Zhukov | Asistencia: 1080 espectadores Árbitro(s): Dmitrii Zhukov |

### Segunda ronda
| 8 de junio de 2019 | Laponia                                          | 3-2 | País Sículo                                | Askeran City Stadium, Askeran                        |                                                      |
|                    | Benjamin Zakrisson 17' · Samuli Laitila 19', 75' |     | Rajmond Balint 35' · Akos Kovacs 55' (pen) | Asistencia: 500 espectadores Árbitro(s): René Jacobi | Asistencia: 500 espectadores Árbitro(s): René Jacobi |

| 8 de junio de 2019 | Padania | 0-2 | Artsaj                                    | Estadio Stepanakert, Stepanakert                       |                                                        |
| 11:00              |         |     | Arsen Sargsyan 58' · Dmitri Malyaka 90+6' | Asistencia: 4.400 espectadores Árbitro(s): Ivan Mrkalj | Asistencia: 4.400 espectadores Árbitro(s): Ivan Mrkalj |

## Goleadores
| Jugador             | Selección      | Goles |
| ------------------- | -------------- | ----- |
| Batradz Gurtsiev    | Osetia del Sur | 5     |
| Federico Corno      | Padania        | 4     |
| Arsen Sargsyan      | Artsaj         | 4     |
| Shabat Logua        | Abjasia        | 3     |
| Markovanbasten Çema | Cameria        | 3     |

## Clasificación final
| Pos | Equipo             | PJ | G | E | P | GF | GC | DG  | Pts |
| --- | ------------------ | -- | - | - | - | -- | -- | --- | --- |
| 1   | Osetia del Sur     | 5  | 3 | 2 | 0 | 7  | 4  | +3  | 11  |
| 2   | Armenia Occidental | 5  | 1 | 2 | 2 | 8  | 5  | +3  | 5   |
| 3   | Abjasia            | 5  | 2 | 3 | 0 | 6  | 3  | +3  | 9   |
| 4   | Cameria            | 5  | 2 | 2 | 1 | 9  | 4  | +5  | 8   |
| 5   | Artsaj             | 5  | 3 | 1 | 1 | 9  | 8  | +1  | 10  |
| 6   | Padania            | 5  | 2 | 1 | 2 | 10 | 5  | +5  | 7   |
| 7   | Laponia            | 5  | 1 | 0 | 4 | 5  | 14 | -9  | 3   |
| 8   | País Sículo        | 5  | 0 | 1 | 4 | 5  | 16 | -11 | 1   |